# Revolut
Revolut är en global neobank grundad 2015 av Mykola Storonskyj och Vlad Jatsenko. Banken har sitt huvudkontor i London och erbjuder bland annat traditionella banktjänster, valutahandel, aktiehandel, och handel med kryptovalutor. Inom EU bedriver Revolut verksamhet genom Revolut Bank UAB som regleras av Litauens centralbank, vilket gör att konton inom EU skyddas av insättningsgarantin. År 2024 bedrev företaget verksamhet i över 48 länder och hade totalt 52,5 miljoner privatkunder världen över.